# 祁光宗
祁伯裕（1568年—1628年），原名祁光宗，因避光宗庙号讳，改名伯裕，号念东，直隸大名府滑县（今河南滑县）人，明朝政治人物。

## 生平
萬曆十六年（1588年）戊子科順天鄉試第七十二名舉人，萬曆二十六年（1598年）戊戌科進士，授工部虞衡司主事，后调礼部，歷升员外郎、郎中，萬曆三十二年（1604年）升任陕西提学副使，歷升本省参政、西宁道按察使、陕西右布政使，萬曆四十三年升都察院右副都御史甘肃巡抚，加升兵部右侍郎，领正二品服俸。在陕西历事六年，甘肃十二年。在陕甘历事18年，为发展地方教育、边防建设作出了贡献，奉召还时，甘肃有将士自备食物送于八百里外。萬曆四十七年（1619年）入为兵部右侍郎，天啓元年（1621年）官南京都察院右都御史，本年十月以边功加升兵部尚书。天啓二年疏请致仕，三年加太子太保。居家七年，崇祯元年（1628年）十一月十七日卒。赠太保，谥敏惠。

## 家族
先世太原人，明初迁滑县。曾祖祁繡，庠生。祖祁腾。父祁良卿，省祭。

## 事跡
万历四十四年（1616年）重修野麻湾堡，作《关中陵墓志》二卷、余清馆集。